# Jerzy Bibescu
Jerzy Bibescu (rum. Gheorghe Bibescu; ur. 1804, zm. 1873) – hospodar Wołoszczyzny w latach 1842–1848.
Pochodził z rodziny bojarskiej. W 1825 poślubił Zoe z możnego rodu Mavrocordat, prawnuczkę Konstantyna Mavrocordata, dysponując w ten sposób jej wielkim majątkiem (w 1845 doszło do rozwodu). W okresie okupacji rosyjskiej 1828–1834 pracował w administracji generała Kisielewa. Wybrany został hospodarem przez wołoskie Zgromadzenie bojarskie w 1842 po usunięciu z tronu Aleksandra Dymitra Ghiki, pozostającego przez cały okres swojego panowania w konflikcie z bojarami. Wybierając na tron Bibescu – wykształconego w Paryżu, mającego jednak konserwatywne poglądy i popieranego przez Rosję – bojarzy liczyli na uporządkowanie kraju, który stał się punktem wypadowym bułgarskich i serbskich bojówek niepodległościowych oraz na cofnięcie decyzji poprzednika uderzających w interesy posiadaczy ziemskich. Już w 1843 Bibescu zakazał przenoszenia się chłopów do miast, co było głównym postulatem społecznym bojarów. Likwidował też spiski demokratyczne przeciwko sobie. Jego stosunki ze Zgromadzeniem popsuły się jednak wskutek nadmiernej - zdaniem bojarów - samodzielności hospodara w dysponowaniu państwowymi koncesjami. Efektem było rozwiązanie przez księcia (popartego przez Rosję) Zgromadzenia w 1844 r. Nowe wybory odbyły się dopiero w 1846 r., Bibescu zapewnił sobie wówczas przychylny sobie skład Zgromadzenia.
Zmianę sytuacji przyniósł rok 1848 i wydarzenia Wiosny Ludów w księstwach rumuńskich. W obu państwach nasiliły się ruchy, których celami były reformy społeczne, demokratyzacja i unowocześnienie księstw oraz ich zjednoczenie. Pierwsze wystąpienia miały miejsce w Mołdawii, co pozwoliło Bibescu przygotować się do konfliktu, na pewien czas zapobiegając wystąpieniom. Opozycja ograniczyła się jedynie do ograniczonych postulatów, które wystosowała do księcia – do poważniejszego wystąpienia skłoniła ją dopiero nieustępliwość Bibescu. W czerwcu doszło do wybuchu rewolucji w Oltenii, powstał tam rząd tymczasowy, którego wpływy bardzo szybko objęły cały ten region. Próby opanowania sytuacji w stolicy poskutkowały tylko na krótko – 23 czerwca doszło do ogromnej manifestacji, po której Bibescu zgodził się podpisać manifest rządu rewolucyjnego i powołać rząd liberalny, a 25 czerwca abdykował i wyjechał do Siedmiogrodu. Po upadku rewolucji hospodarem został jego brat, Barbu Știrbei.
W 1859 był jednym z kandydatów konserwatywnych do tronu wołoskiego, w wyborach uległ jednak Aleksandrowi Janowi Cuzie. Zmarł w Paryżu.

## Literatura
- J. Demel, Historia Rumunii, Wrocław 1970.